# 焼津漁業資料館
焼津漁業資料館（やいづぎょぎょうしりょうかん）は、静岡県焼津市中港二丁目にある資料館。焼津漁業協同組合が運営する。漁業の街として古くから栄えた焼津の漁業史と文化を紹介する。

## 歴史
- 1979年（昭和54年）8月10日 - 開館。

## 特色
焼津における漁業の記録は江戸時代に遡り、カツオ漁が盛んに行われた。焼津3か村の漁方規定や、他地域漁民との争いの記録など、貴重な文献資料が残っている。戦後の1949年（昭和24年）9月30日に焼津漁業協同組合が設立され、カツオのほか南洋のミナミマグロを狙った遠洋漁業に進出し、延縄・一本釣り・旋網（まきあみ）漁法によるカツオ・マグロ類の水揚げで栄えた。
焼津漁業協同組合の創立30周年を記念して、1979年（昭和54年）8月10日に焼津港の前に漁業資料館が開館した。

## 展示

### 1階
鰹漁船の実寸大ブリッジやマグロの延縄模型、おかぐらさん（大型ウィンチ）、生篭（いきょう）、明治時代の漁民家屋を移築したものなど、比較的大型の資料が展示されている。ビデオコーナーあり。

### 2階
漁民の衣服や漁具、船大工道具などの民俗資料のほか、コンパスなどの計器類、江戸時代の文書など、小型だが漁業に関する貴重な資料が展示されている。

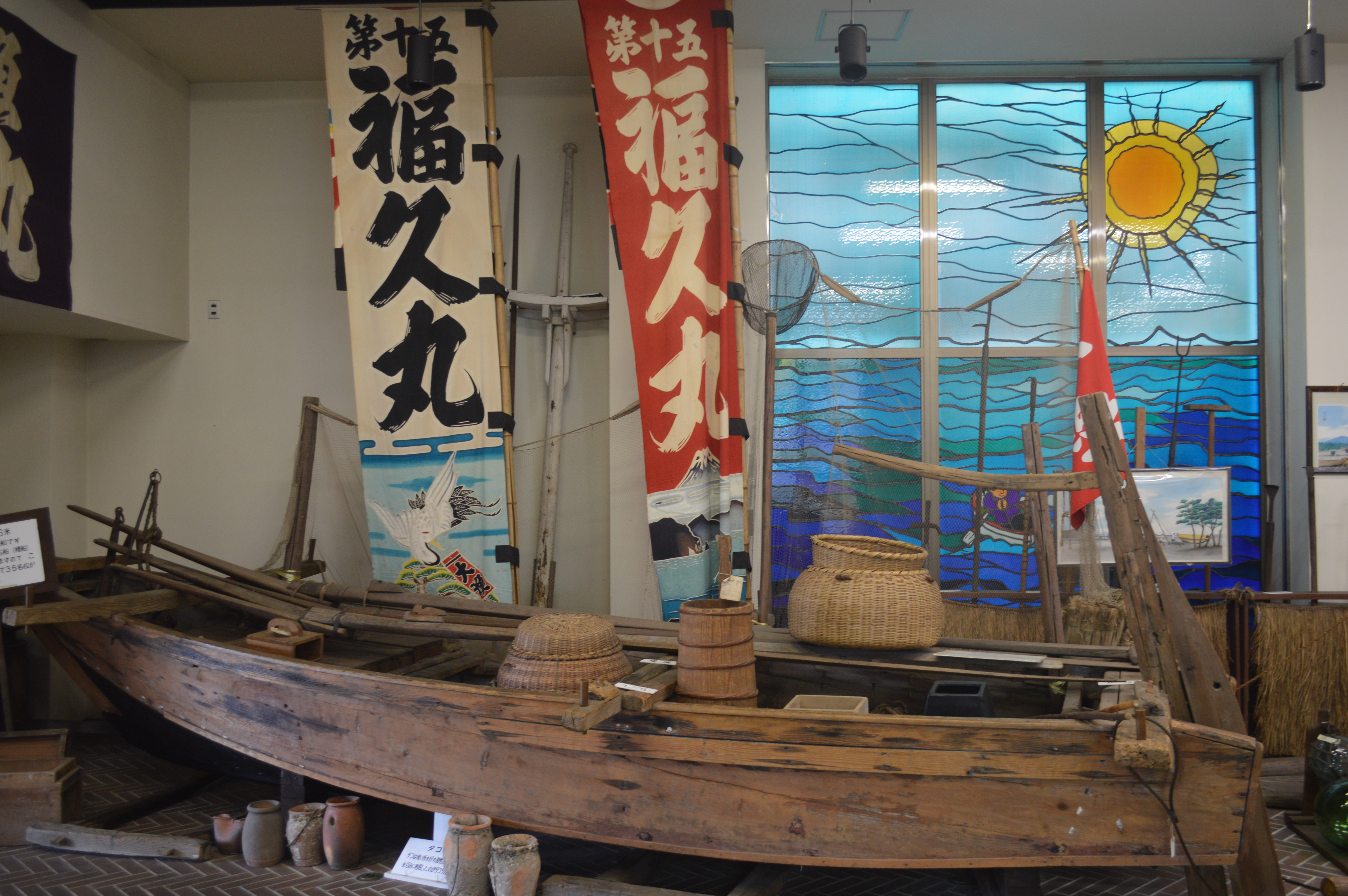
1階の展示
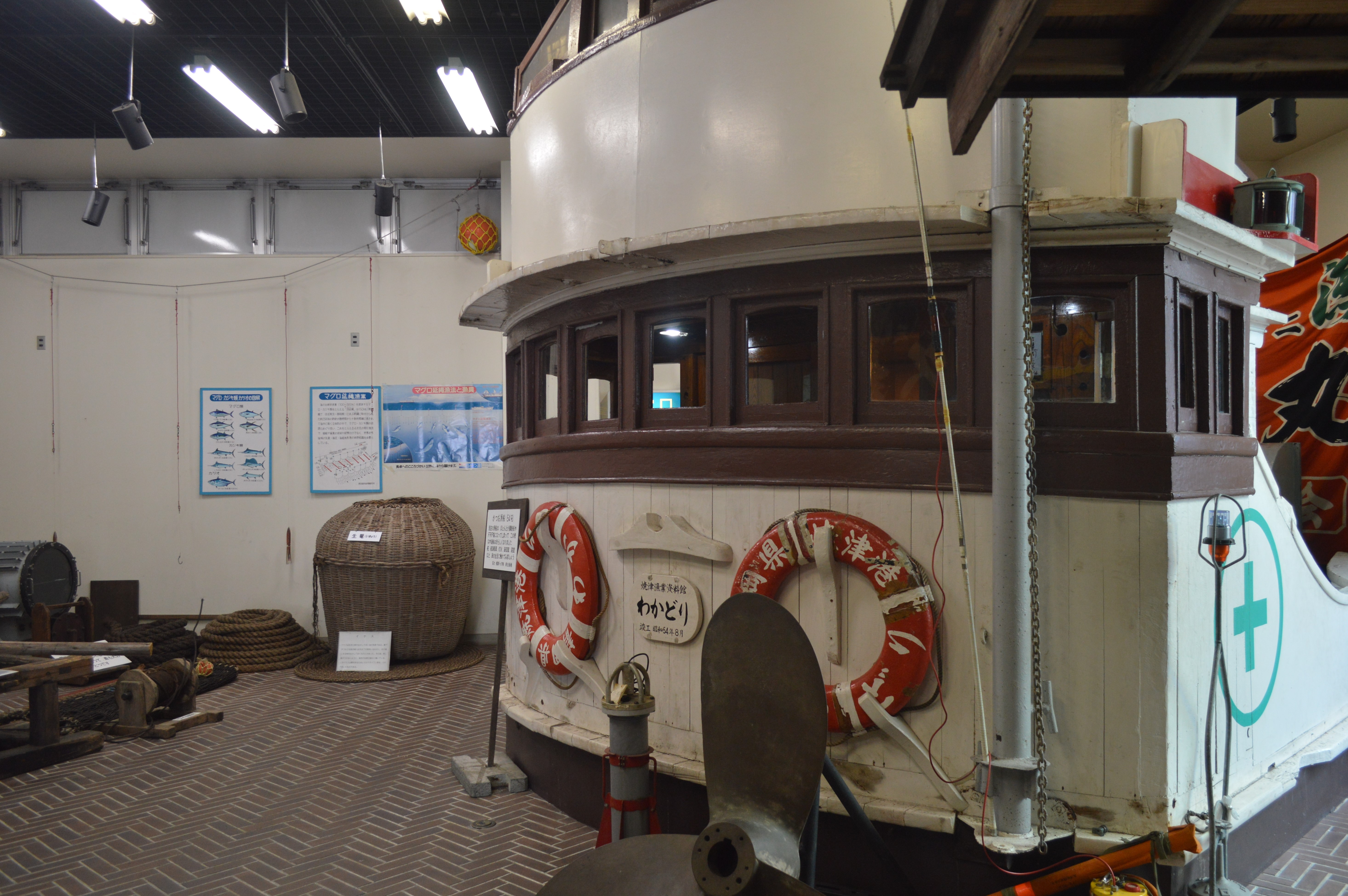
1階の展示
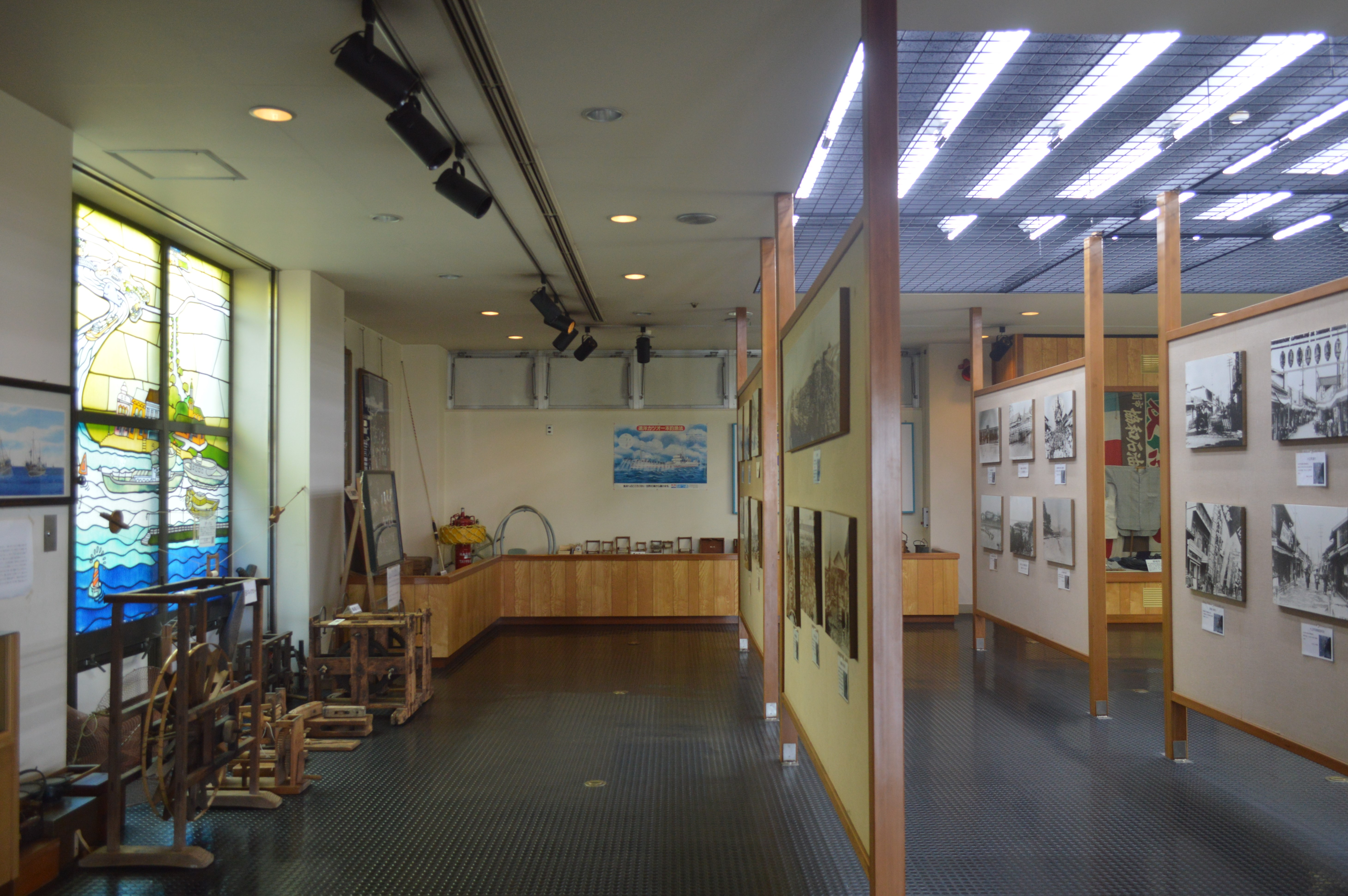
2階の展示

## 利用案内
- アクセス - JR東海道本線焼津駅東口から徒歩7分
- 入館料 - 大人300円（20人以上の団体150円）、市内在住者および中学生以下無料
- 開館時間 - 8時30分～12時、13時～16時30分
- 休館日 - 日曜日・祝日・焼津神社大祭期間（8月11日～15日）・年末年始[3]